# Moira Shearer
Moira Shearer King (Dunfermline, 17 de janeiro de 1926 — Oxford, 31 de janeiro de 2006) foi uma atriz e bailarina escocesa.

## Biografia
Moira Shearer King era filha do ator Harold V. King. Em 1931 sua família se mudou para Ndola, na Rodésia do Norte, onde ela recebeu sua primeira aula de balé de um ex-aluno de Enrico Cecchetti.
Em 1936 retornou ao Reino Unido e treinou com Flora Fairbairn, em Londres, por alguns meses, antes de ser aceita como aluna pelo professor russo Nicholas Legat. Depois de três anos com Legat, ela se juntou ao Sadler's Wells Ballet School. No entanto, após a eclosão da II Guerra Mundial, seus pais a levaram de volta a Escócia.
Em 1941 Moira fez sua estréia com o Ballet International, antes de passar para Sadler's Wells, em 1942. Ela chamou a atenção internacional com seu primeiro papel no cinema como Victoria Page, no filme que gira em torno do mundo do balé, The Red Shoes (1948).
Em 1953 aposentou-se do balé, passou a escrever para o jornal Daily Telegraph e a apresentar palestras sobre balé por todo o mundo.
Moira se casou em 1950 com Ludovic Kennedy, com quem viveu até sua morte e teve quatro filhos.

## Filmografia
- A Simple Man (1987) (TV)
- Peeping Tom (1960)
- 1-2-3-4 ou Les Collants noirs (1960)
- The Man Who Loved Redheads (1955)
- The Story of Three Loves (1953)
- The Tales of Hoffmann (1951)
- The Red Shoes (1948)